# Efe Mandıracı
Efe Ramazan Mandıracı (ur. 1 kwietnia 2002 w Kuşadası) – turecki siatkarz pochodzenia bośniackiego, reprezentant kraju, grający na pozycji przyjmującego. 

## Sukcesy klubowe
Puchar Turcji:
- 2022[4]

## Sukcesy reprezentacyjne
Liga Europejska:
- 2021[5]

## Nagrody indywidualne
- 2021: Najlepszy przyjmujący tureckiej AXA Sigorta Efeler Ligi w sezonie 2020/2021